# Gaby Demanet
Gaby Demanet (Halle, 18 maart 1958) is een Belgische voetbaltrainer. 

## Biografie

### Onderwijs
Hij was actief als voetballer in Vierde Klasse en Eerste provinciale bij KVK Torhout, maar werd vaak gekwetst en besloot al vroeg een trainersopleiding te volgen aan de Federale Trainersschool van de KBVB. Hij sloot die opleiding af met grote onderscheiding in het derde jaar. Hij studeerde regentaat LO en gaf daarna LO aan de derde graad van het Sint-Jozefsinstituut in Torhout. Hij geeft ook les aan de Vlaamse Trainersschool in de Uefa-A, Uefa-B en Uefa-C cursussen voetbal sedert 1996. Op 30 juni 2021 ging hij samen met vier andere collega's als "The Big Five" van de school met pensioen.  

### Assistent-trainer
Hij was jarenlang actief als voetbalcoach. Bij KSV Ingelmunster werd hij hulptrainer onder Jan Ceulemans en Freddy Maekelberghe. In 1998 nam Maekelberghe hem mee naar Verbroedering Denderhoutem. In maart 2000 leek Demanet op weg naar tweedeklasser KSV Roeselare, maar dat ging uiteindelijk niet meteen door. In mei 2000 werden Maekelberghe en Demanet bedankt voor bewezen diensten bij Denderhoutem. Uiteindelijk belandde hij toch bij Roeselare, waar hij in het najaar van 2002 werd doorgestuurd toen hoofdtrainer Raoul Peeters zijn C4 kreeg. Kort daarna werd hij assistent van Danny Buyse bij tweedeprovincialer KSK Oostnieuwkerke.

### Torhout 1992 KM
In februari 2003 raakte bekend dat Demanet vanaf het seizoen 2003/04 trainer zou worden van Torhout 1992 KM. In het seizoen 2003/04 eindigde hij zesde met de club in Derde klasse A, het beste resultaat ooit uit de clubgeschiedenis. In het seizoen 2004/05 parkeerde hij de club zelfs op een derde plaats, op vijf punten van kampioen KV Mechelen. Torhout won de eerste periodetitel en plaatste zich zo voor eindronde, maar daarin werd het reeds in de eerste ronde uitgeschakeld door Oud-Heverlee Leuven. In het seizoen 2005/06 eindigde Torhout, dat een heel seizoen achtervolgd werd door een achterstallige RSZ-schuld, tiende. Demanet kon dat seizoen rekenen op Tom De Sutter, die in 2005 werd weggeplukt bij de jeugd van Club Brugge en amper een jaar later een transfer naar eersteklasser Cercle Brugge versierde.

### Racing Waregem
Halfweg het seizoen 2006/07 maakte Demanet, die in december 2006 zijn tot medio 2008 lopende contract bij Torhout met vier jaar had verlengd, de overstap naar Racing Waregem. Daar werd hij de opvolger van Franky Dekenne, die de club van Vierde naar Tweede klasse had geloodst, maar in de heenronde slechts vier punten gesprokkeld. Pas op de 20e speeldag boekte Racing Waregem zijn eerste competitiezege van het seizoen: tegen AFC Tubize werd het 2-1 na goals van Dieter Vervelghe en Kristof Dupont. Mede dankzij een 9 op 9 tegen KMSK Deinze, Union Sint-Gillis en leider FCV Dender EH raakte Racing Waregem van de rode lantaarn af, maar de club slaagde er uiteindelijk niet in om de degradatie naar Derde klasse te ontlopen.

### KV Oostende
Na de degradatie van Racing Waregem stapte Demanet, die een meerjarig contract had ondertekend in het Mirakelstadion, over naar tweedeklasser KV Oostende. Eerder was zijn naam genoemd geweest bij Cercle Brugge, dat in het voorjaar van 2007 uitkeek naar een opvolger voor Harm van Veldhoven.
KV Oostende, dat na zijn laatste degradatie uit Eerste klasse respectievelijk tiende en twaalfde was geëindigd, trok in het tussenseizoen onder andere Jan Masureel, Wouter Vandendriessche, Chedric Seedorf en Kevin Pecqueux (een oude bekende van Demanet bij Torhout) aan. De kustclub begon desastreus aan de competitie, waarop Demanet eind oktober 2007 ontslagen werd.

### KSV Oudenaarde
Amper een paar weken na zijn ontslag bij KV Oostende ging Demanet aan de slag als trainer van derdeklasser KSV Oudenaarde. Kort daarvoor was hij ook in beeld bij tweedeklasser RRC Tournai. Op vijf speeldagen van het einde van de competitie mocht hij opkrassen bij Oudenaarde, waar Stefan Leleu sowieso trainer zou worden vanaf het seizoen 2008/09.

### HSV Hoek
In oktober 2008 werd Demanet de nieuwe trainer van HSV Hoek, een club uit de Hoofdklasse B. Hij verving er Paul Telusa, die in augustus 2008 door een hersenbloeding werd getroffen. Demanet coachte er onder andere Gideon Imagbudu, Stijn Mahieu, Michael Koné, Alan Grozdanic en Arnold Nguekam.

### Racing Waregem (II)
In maart 2009 raakte bekend dat Demanet in het seizoen 2009/10 opnieuw trainer zou worden van Racing Waregem, waar hij David Gevaert zou opvolgen. Demanet hield het echter geen seizoen vol: in februari 2010 moest hij plaats ruimen voor Dieter De Pessemier.

### HSV Hoek (II)
In maart 2010 circuleerde de naam van Demanet als mogelijke kandidaat-trainer bij VW Hamme. In april 2010 ging hij echter weer aan de slag bij HSV Hoek, waar hij in de laatste vier wedstrijden de promotie naar de Topklasse moest veiligstellen. Demanet slaagde daarin. In zijn tweede periode bij Hoek had hij met onder andere Cédric Roussel, Brecht Delbeke, Niels De Loof, Klaas Hellebaut en Koen Versyp een pak Belgen onder zijn hoede. In maart 2011 werd hij uit zijn functie ontheven.

### KSV Roeselare (assistent)
In de zomer van 2011 ging Demanet aan de slag als assistent-trainer bij KSV Roeselare, waar Serhij Serebrennikov als speler-trainer fungeerde. Onder Serebrennikov en Demanet eindigde Roeselare in de seizoenen 2011/12 en 2012/13 respectievelijk dertiende en elfde in Tweede klasse. Na twee seizoenen volgde Wim De Corte hem op als veldtrainer.

### Torhout 1992 KM (II)
In oktober 2013 keerde Demanet terug naar Torhout 1992 KM, waar hij de ontslagen Dieter Lauwers verving. De tweede passage van Demanet bij Torhout werd echter geen succes: de coach slaagde er niet in om de club van de laatste plaats te helpen, waarop de samenwerking in maart 2014 werd gestopt.

### Mouscron-Péruwelz (beloften)
Demanet werd in 2014 genoemd als mogelijke opvolger van Hans Mulier bij Sassport Boezinge, maar de club koos uiteindelijk voor Geert Broeckaert. Een jaar later werd hij beloftentrainer bij eersteklasser Mouscron-Péruwelz. Daar werkte hij samen met onder andere Selim Amallah, Benjamin Van Durmen en Aristote Nkaka. Na een seizoen werd hij opgevolgd door Eddy Callaert.

### HSV Hoek (assistent)
In december 2021 ging Demanet een derde keer aan de slag bij HSV Hoek, ditmaal als assistent van Lorenzo Staelens. Staelens en Demanet vertrokken nog voor het einde van het seizoen in onmin bij de club.

## Carrière
| Seizoen        | Club                      |
| -------------- | ------------------------- |
| dec. 2006-2007 | Racing Waregem            |
| 2007-okt. 2007 | KV Oostende               |
| 2007-2008      | KSV Oudenaarde            |
| 2008-2009      | HSV Hoek                  |
| 2009-2010      | Racing Waregem            |
| 2010-2011      | HSV Hoek                  |
| 2011-2013      | KSV Roeselare (assistent) |
| 2013-2014      | KM Torhout                |